# Skalna robida
Skalna robida (znanstveno ime Rubus saxatilis) je grmovnica iz roda Rubus in iz družine rožnic (Rosaceae) z sadežem istega. Razširjena je v zmerno toplih in arktičnih predelih severne poloble. Sadeži se uporabljajo predvsem v ruski kuhinji.